# 李歌領
李歌領（韓語：이가령，1980年10月2日—）或譯李可寧，韓國女演員兼模特兒。原本以藝林（예림）作為藝名，2014年更改為「李歌領」，在結束與SidusHQ的經紀合約後，曾一度將藝名改回「藝林」，但最終仍沿用現時的藝名。曾在2015年的長篇連續劇《不屈的車女士》中擔綱主演，但是直到2021年主演《結婚作詞，離婚作曲》系列才聲名大噪。

## 職涯
2012年，李歌領憑SBS的週末特別企劃《紳士的品格》出道，初期僅在多部電視劇中擔任臨時演員，飾演顧客或店員等各類閒角。2014年，林成漢作家在進行MBC日日特別企劃《狎鷗亭白夜》的試鏡時，首先選擇由李歌領出線，擔綱女主角白夜，但因經驗與演技的不足，最終遭到撤換，改由朴荷娜主演。李歌領雖然最後僅在該劇擔任配角，特別演出趙羅丹（金民修飾演）的相親對象，但卻引起了些許的話題。
2015年，李歌領終於獲得演出要角的機會，在MBC日日連續劇《不屈的車女士》中飾演女主角之一的吳恩智，但該角色在劇集前期便遭逢車禍而身亡，因此她被迫提前退出，於同年3月10日最後一次參與拍攝，在第48集正式退場。李歌領在拍攝期間被診斷出聲帶結節，甚至傳出劇組不和的傳聞，但對於李歌領退出劇組的原由，電視台僅解釋是基於劇情安排，稱劇集藉由女兒恩智的逝世，來加深岳母與女婿間的情誼，仿效不屈系列第一部《不屈的兒媳婦》所著重描繪的婆媳情誼。
李歌領出道以來經歷了7至8年的演藝事業低潮期，期間仍會與林成漢作家聯繫，向她問好。2021年，以Pheobe作為筆名復出的林成漢作家，因過往的機緣，遂決定給予她演出機會，使李歌領在《結婚作詞，離婚作曲》中擔綱主角，飾演電台主持人夫惠領。該劇播出後寫下TV朝鮮自製戲劇最高收視紀錄，李歌領也隨之提高了知名度。

## 演出作品

### 電視劇
| 年份       | 電視台  | 作品                     | 角色                  | 備註               |
| ---------- | ------- | ------------------------ | --------------------- | ------------------ |
| 2007       | MBC     | 《在我身邊》             | 婦產科櫃檯人員        | 第26集             |
| 2007       | MBC     | 《文熙》                 | 飾品店店員            | 第25集             |
| 2007       | MBC     | 《9局下半2出局》         | 健身房櫃檯人員        | 第7集              |
| 2008       | OCN     | 《不要追究過去》         | 鄭漣漪                | 第13集             |
| 2010       | MBC     | 《過得有滋有味》         | 鄭俊熙                | 第110集            |
| 2010       | MBC     | 《粉紅色口紅》           | 地攤顧客              | 第73集             |
| 2011       | MBC     | 《Miss Ripley》          | 李雅賢                | 第13集             |
| 2012       | SBS     | 《紳士的品格》           |                       | [ 8 ]              |
| 2012       | KBS2    | 《順藤而上的你》         | 劉信慧的空服員同事    | 第39集             |
| 2012       | KBS2    | 《我的女兒㥠榮》         |                       | [ 8 ]              |
| 2012       | MBC     | 《兒子傢伙們》           | 相親女                | 第27集             |
| 2013       | MBC     | 《金子輕鬆出來吧》       | 美妝店顧客            | 第22集             |
| 2013       | MBC     | 《歐若拉公主》           | 靜仁                  |                    |
| 2013       | SBS     | 《主君的太陽》           | Kingdom慈善派對的賓客 | 第4集              |
| 2013       | SBS     | 《繼承者們》             | 服飾店店員            | 第7、20集          |
| 2014       | MBC     | 《閃耀的羅曼史》         | 好順                  | 第10集             |
| 2014       | SBS     | 《你們被包圍了》         |                       |                    |
| 2014       | SBS     | 《就要相愛》             | 設計室室長            |                    |
| 2014       | MBC     | 《狎鷗亭白夜》           | 安蘇珊娜              | 特別演出           |
| 2015       | MBC     | 《不屈的車女士》         | 安恩智                | 主演（第48集退場） |
| 2016       | KBS2    | 《月桂樹西裝店的紳士們》 | 趙安娜                | [ 10 ]             |
| 2016       | MBC     | 《Monster》              | 洪熙珍                |                    |
| 2017       | SBS     | 《姐姐風采依舊》         | 彩璘                  |                    |
| 2017       | tvN     | 《名不虛傳》             | 妓生                  | [ 10 ]             |
| 2017       | SBS     | 《當你沉睡時》           |                       | 第11集             |
| 2018       | MBC     | 《不是機器人啊》         | 敏奎的媽媽            |                    |
| 2018       | JTBC    | 《愛上變身情人》         | 女演員                | [ 10 ]             |
| 2018       | Netflix | 《心靈的聲音：Reboot》   | 珍妮                  | 第2季第8集         |
| 2019       | KBS2    | 《為何那樣，奉尚先生》   | JM影業所屬女演員      | [ 10 ]             |
| 2021－2022 | TV朝鮮  | 《結婚作詞，離婚作曲》   | 夫惠領                | 主演（3季）        |
| 2023       | ENA     | 《紙之月》               | 具世珠                |                    |
| 2025       | KBS2    | 《女王之家》             | 姜世理                | 主演               |
| 2025       | Netflix | 《吞金》                 | 花恁                  |                    |

## 獎項
| 獎項             | 日期          | 獎項                  | 作品                              | 結果 | 參     |
| ---------------- | ------------- | --------------------- | --------------------------------- | ---- | ------ |
| APAN Star Awards | 2022年9月29日 | 連續劇 女子優秀演技賞 | 《結婚作詞，離婚作曲》（第2-3季） | 提名 | [ 19 ] |

## 外部連結
- 李歌領在互联网电影资料库（IMDb）上的資料（英文）
- 李歌領 （页面存档备份，存于）在NAVER上的資料
- 李歌領 （页面存档备份，存于）在Daum上的資料
- 李歌領的Instagram帳戶